# Тъкс
Тъкс или Такс (на английски: Tux) е официалната емблема на операционната система GNU/Linux. Тя представлява закръглен пингвин, изглеждащ сит и доволен.

## Произход – в търсене наLinuxлого
Идеята за Тъкс се заражда от дискусия в пощенския списък на Linux ядрото, стартирана от Мат Хартли (Matt Hartly).  Първоначалното предложение логото да включва пингвин дава Алан Кокс,  като то е доразработено от Линус Торвалдс. Тъкс е създаден от Лари Юинг (Larry Ewing) през 1996 г., а за негов кръстник се смята Джеймс Хюз (James Hughes), който пръв нарича пингвина „Tux“ като абревиатура на „(T)orvalds (U)ni(X)“.
В свое интервю през 2007 г. Линус Торвалдс, създателят на ядрото на Linux, заявява, че е бил клъвнат от пингвин, при посещение в австралийски зоопарк.

Бил съм в Австралия неколкократно, основно за Linux.Conf.Au. Но при първото си посещение бях клъвнат от свиреп пингвин: наистина трябва да ги държите заключени!

## Таз
През 2009 г. емблемата за ежегодната конференция Linux.Conf.Au е Таз (на английски Tuz). Линус сменя логото на ядрото версия 2.6.29, за да подкрепи усилията за спасяване на тасманийския дявол от изчезване.